# Allison Scurich
Allison Lee Scurich (* 7. Juni 1986 in Mission Viejo, Kalifornien) ist eine ehemalige US-amerikanische Fußballspielerin mit kroatischen Wurzeln.

## Karriere
Scurich besuchte von 2000 bis 2004 die Aliso Niguel High School, in dieser Zeit spielte sie im Women's Soccer-Team und Basketball-Team der Aliso Niguel Wolverines. Nach ihren High-School-Abschluss spielte sie für ein halbes Jahr in der WPSL für Las Vegas Tabagators, bevor sie für ihr Sportstipendium an die Washington State University ging. Dort studierte sie drei Jahre und startete nach dem Bachelor mit dem Vereinsfußball beim kalifornischen West Coast FC. Im Winter 2008/09 verließ sie West Coast und heuerte beim Los Angeles Sol an. Dort wurde sie im Sommer 2009 von Scouts des deutschen Zweitligisten TSV Crailsheim beobachtet und bekam im Juli einen Vertrag in Deutschland. Sie blieb drei Jahre und erzielte in 63 Spielen fünf Tore. Im Sommer 2012 kehrte sie Crailsheim den Rücken zu und ging zum Ligarivalen SC Sand. Im März 2015 verkündete Scurich ihren Wechsel zum Ligarivalen 1. FFC Turbine Potsdam. Allerdings wurde der Vertrag Anfang August 2015 zunächst wieder aufgelöst und Scurich lief sporadisch lediglich für Potsdams zweite Mannschaft auf. Im Sommer 2016 verließ Scurich Turbine Potsdam als Spielerin und beendete ihre aktive Karriere.

### International
Scurich, deren Vater John kroatische Wurzeln besitzt, entschied sich 2011 für die kroatische Nationalmannschaft zu spielen. So gab sie im Oktober 2011 ihr Länderspieldebüt für Kroatien gegen die Niederländische Fußballnationalmannschaft der Frauen.

### Als Trainerin
Am 20. Juni 2008 wurde sie zur Assistenz-Trainerin der Washington State Cougars und der Cougar Soccer Academy ernannt.

## Basketballkarriere
Scurich spielte in ihre Jugend und Collegezeit Basketball auf Leistungsebene. So spielte sie in diversen Regionalauswahlen und wurde zweimal Most Valuable Player in der High-School-Basketballliga.

## Persönliches
Im September 2018 heiratete Scurich ihre Lebensgefährtin Sara Sample, mit der sie eine Tochter hat.